# Marston, Cheshire
Marston är en ort och civil parish i Storbritannien.   Den ligger i kommunen Cheshire West and Chester i riksdelen England, i den södra delen av landet, 250 km nordväst om huvudstaden London. Marston ligger 16 meter över havet och antalet invånare är 538.
Terrängen runt Marston är huvudsakligen platt. Marston ligger nere i en dal. Runt Marston är det tätbefolkat, med 331 invånare per kvadratkilometer. Närmaste större samhälle är Northwich, 1,6 km sydväst om Marston. Trakten runt Marston består i huvudsak av gräsmarker.